# Dorfkirche Groß Werzin

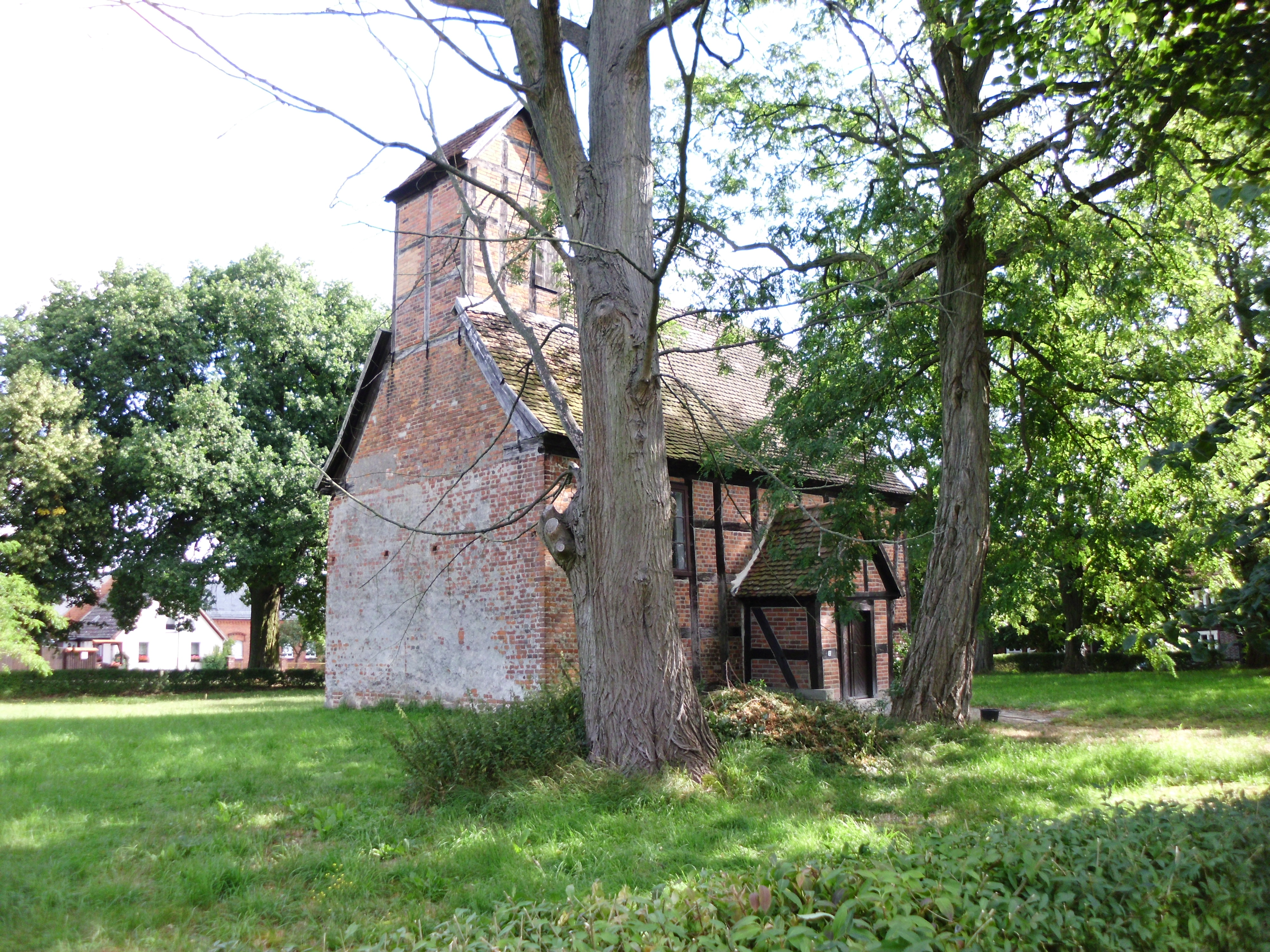
Dorfkirche Groß Werzin

Die evangelische, denkmalgeschützte Dorfkirche Groß Werzin steht in Groß Werzin, einem Ortsteil der Gemeinde Plattenburg im Landkreis Prignitz von Brandenburg. Die Kirche gehört zum Pfarrsprengel Bad Wilsnack im Kirchenkreis Prignitz der Evangelischen Kirche Berlin-Brandenburg-schlesische Oberlausitz.

## Beschreibung
Die Fachwerkkirche wurde im 1721 erbaut, 1948 umgestaltet und 1986 restauriert. Die Gefache sind mit Backsteinen ausgefüllt. Die Westwand des Langhauses musste massiv mit Backsteinen unterfangen werden, weil im Westen des Satteldaches ein Dachturm aufgesetzt wurde. Das Portal befindet sich in einem Anbau an der Südseite. 
Der Innenraum wurde 1948 ausgemalt. Die schlichte Kirchenausstattung, das Altarretabel, die Kanzel und der Pfarrstuhl wurden gemeinsam 1721 geschaffen, wie einer Inschrift hinter dem Altar zu entnehmen ist. Die Orgel von 1911 stammt von der Firma Rohlfing aus Osnabrück.
In der Gruft unter dem Ostteil der Kirche wurden 2021 15 Holzsärge gefunden, die nach ersten Untersuchungen aus dem frühen 18. bis zum frühen 19. Jahrhundert stammen. Es handelt sich vermutlich um ein Erbbegräbnis der Familie Klinggräff aus dem benachbarten Schrepkow, denen auch Groß Werzin gehörte.